# Iput´ (stacja kolejowa)
Iput´ (ros. Ипуть) – stacja kolejowa w miejscowości Lesnoje, w rejonie suraskim, w obwodzie briańskim, w Rosji. Położona jest na linii Orsza - Uniecza.
Nazwa pochodzi od pobliskiej rzeki Ipuć (ros. Ипуть).